# Utrenitsa Vallis
L'Utrenitsa Vallis è una struttura geologica della superficie di Venere.